# Steven Seagal
Steven Frederic Seagal (Lansing, Michigan, 10. travnja. 1952.), američki akcijski filmski glumac, redatelj, majstor borilačkih vještina i glazbenik. Nositelj je 7. Dana u aikidu.

## Životopis
Karijeru je započeo u Japanu kao instruktor aikida, prije nego što se preselio u Los Angeles gdje je snimio svoj prvi film 1988. godine. Postao je poznata akcijska zvijezda, a njegovi filmovi su zaradili preko 600 milijuna dolara diljem svijeta. Osnovao je Steven Seagal Enterprises.
Seagal je svoju filmsku karijeru izgradio nastupajući u akcijskim filmovima iskoristivši znanje borilačkih vještina. Prvi je put u Japan otišao 1968. gdje je poučavao engleski i pisao članke za japanske časopise i dnevnike. Ondje je 1975. oženio Miyako Fujitani. Brak u kojem se rodilo dvoje djece, razvrgnut je nakon 11 godina. Kasnije je u Osaki postao majstor borilačke vještine aikido i bio prvi bijelac koji je u Japanu uspješno vodio školu dojoa. Vrativši se 1987. u SAD, u zapadnom Hollywoodu osnovao je školu Ten Shin Dojo. Iste godine oženio je "Ženu u crvenom", zanosnu Kelly LeBrock, s kojom ima troje djece. Od nje se razveo 1996. 
Uz pomoć holivudskog agenta Michela Ovitza Seagal se odlučio za glumačku karijeru i 1988. debitirao u filmu "Iznad zakona". Uslijedilo je još nekoliko uspješnih filmova poput "Pod opsadom" i "Out for justice". Taj slijed prekinut je neuspjehom filma "Smrtonosna zemlja", ali se vratio filmom "Pod opsadom 2". Do 1998. snimio je još nekoliko filmova, nakon čega je napravio stanku. Danas živi s manekenkom Arissom Wolf s kojom ima kćer Savannah. Za višegodišnjeg boravka u Japanu, oduševio se budističkom vjerom i stupio u kontakt s tibetanskim vjerskim poglavarom Dalaj Lamom. 
Državljanin je SAD-a, e Rusije i Srbije.

## Filmografija
| Godina | Film                  | Uloga                     | Bilješke       |
| ------ | --------------------- | ------------------------- | -------------- |
| 1988.  | Iznad zakona          | Nico Toscani              | i producent    |
| 1990.  | Otporan na metke      | Mason Storm               |                |
| 1990.  | Označen za smrt       | John Hatcher              |                |
| 1991.  | U potrazi za pravdom  | Gino Felino               |                |
| 1992.  | Pod opsadom           | Casey Ryback              | i producent    |
| 1994.  | Smrtonosna zemlja     | Forrest Taft              |                |
| 1995.  | Pod opsadom 2         | Casey Ryback              | i producent    |
| 1996.  | Konačna odluka        | Lt. Colonel Austin Travis |                |
| 1996.  | Bljesak               | Lt. Jack Cole             |                |
| 1997.  | Pritajena vatra       | Jack Taggart              |                |
| 1998.  | Patriot               | Dr. Wesley McClaren       |                |
| 2001.  | Do kraja              | Orin Boyd                 |                |
| 2001.  | Otkucaj smrti         | Frank Glass               |                |
| 2002.  | Smrtonosna zona       | Sasha Petrosevitch        |                |
| 2003.  | Smrtonosna pošiljka   | Jonathan "Jon" Cold       | i producent    |
| 2003.  | Osvetnik              | Prof. Robert Burns        |                |
| 2003.  | U raljama zvijeri     | Jake Hopper               |                |
| 2004.  | Clementine            | Jack Miller               |                |
| 2004.  | Van dometa            | William Lansing           | izravno na DVD |
| 2005.  | Obračun s jakuzom     | Travis Hunter             |                |
| 2005.  | Potopljeni            | Chris Cody                |                |
| 2005.  | Danas umireš          | Harlan Banks              |                |
| 2005.  | Smrtonosna pošiljka 2 | Jonathan "Jon" Cold       |                |
| 2005.  | Crno svitanje         | Jonathan Cold             | izravno na DVD |
| 2006.  | Plaćenici za pravdu   | John Seeger               |                |
| 2006.  | Shadow man            | Jack Foster               |                |
| 2006.  | Sila napada           | Marshall Lawson           |                |
| 2007.  | Flight of fury        | John Sands                | izravno na DVD |
| 2007.  | Urban Justice         | Simon Ballister           |                |
| 2008.  | Pistol Whipped        | Matt Conner               |                |
| 2008.  | The Onion movie       |                           | izravno na DVD |
| 2008.  | Kill switch           | Jacob King                | izravno na DVD |
| 2009.  | Against the Dark      | Tao                       |                |
| 2009.  | Driven to Kill        | Ruslan Drachev            |                |
| 2009.  | The Keeper            | Rolland Sallinger         |                |
| 2009.  | A Dangerous man       | Shane Daniels             |                |

## Vanjske poveznice
- Službena stranica
- Steven Seagal u internetskoj bazi filmova IMDb-u (engl.)